# Acrilamida
L'acrilamida (o l'amida acrílica) és un compost químic amb fórmula química C₃H₅NO. El seu nom de IUPAC és prop-2-enamida. És un sòlid blanc cristal·lí inodor, soluble en aigua, etanol, èter, i cloroform. L'acrilamida és incompatible amb àcids, bases, agents oxidants, ferro, i sals de ferro. Es descompon no tèrmicament per formar l'amoníac, i la descomposició tèrmica produeix el monòxid de carboni, el diòxid de carboni i òxids de nitrogen.
L’acrilamida es fabrica industrialment mitjançant la hidròlisi d’acrilonitril per nitril hidratasa. Principalment, l’acrilamida es fa servir per sintetitzar poliacrilamides, que són molt útils com condensadors solubles en aigua. Aquests inclouen la utilització per al tractament d’aigües residuals, l'electroforesi en gel (la SDS-PAGE), la fabricació de paper, el tractament de minerals i la fabricació de teles de premsa permanents. L’acrilamida també s'utilitza en la fabricació de colorants i altres monòmers.
L’acrilamida es fa servir a molts productes d’alimentació emmidonats, fet que preocupa perquè pot actuar com a agent cancerigen. Aquest compost va ser descobert casualment l’abril del 2002 a Suècia. Van trobar la substància als productes d’alimentació emmidonats, com patates fregides i el pa que havia estat escalfat (van mostrar la producció d’acrilamida durant el procés de calefacció a temperatures independents). En canvi, no va ser trobat als aliments que havien estat bullits ni als que no estaven escalfats.
El febrer del 2009, la Salut del Canadà va investigar si l’acrilamida es creava naturalment durant la cocció de patates fregides i els altres productes d’alimentació processats. Actualment, es té la informació sobre les propietats i el predomini d’acrilamida als aliments analitzats. El desembre del 2009, després d'una recepció positiva de la indústria dels aliments, el departament de salut va fer públiques les seves anàlisis.
L’Agència Europea Química va afegir l’acrilamida a la llista de substàncies d’alta preocupació el març del 2010.

## Usos al laboratori
La poliacrilamida va ser utilitzada per primera vegada en un laboratori als primers anys cinquanta. El 1959, els equips de Davis i Ornstein i de Raymond i Weintraub, per separat, van publicar sobre la utilització de l'electroforesi del gel poliacrilamida per separar molècules carregades. La tècnica és àmpliament acceptada avui en dia i és un protocol molt comú als laboratoris de biologia molecular.
L’acrilamida té molts altres usos als laboratoris d’aquesta matèria, incloent-hi la utilització de poliacrilamida lineal (LPA) com a portador que ajuda a la precipitació de petites quantitats d'ADN. Moltes empreses de subministrament de laboratori venen LPA per aquest ús.

## Menjar preparat
El nivell d'acrilamida s'eleva quan l'aliment és escalfat durant llargs períodes. Encara que els investigadors no estan segurs dels mecanismes exactes pels quals es forma en els aliments, molts creuen que és un subproducte de la reacció Maillard, fet que ha assumit l'OMS. Tant fregida com al forn, l’acrilamida pot ser produïda per la reacció entre l'asparagina i sucres reductors (fructosa, galactosa, glucosa, etc.) (Maillard) o un altre mecanisme diferent amb carbonils reactius (com ara 3-aminopropionamida) a temperatures per sobre dels 120 graus Celsius.
Un estudi de l'Administració d'Aliments i Fàrmacs dels Estats Units (FDA) va proposar un mecanisme per mitjà del qual asparagina, quan s'escalfa en presència de glucosa, forma acrilamida.
A partir dels coneixements actuals, l'acrilamida és un subproducte natural que es forma quan certs productes d'alimentació, rics en hidrats de carboni, com per exemple els cereals, són fregits, cuits o fornejats a temperatures per sobre dels 120 graus Celsius. L'acrilamida causa càncer en rates quan s'experimenta amb elles i se'ls hi administra oralment en altes dosis. També en els tumors creixents del sistema nerviós, la cavitat bucal, el peritoneu, la glàndula tiroidea, la glàndula mamària, l'úter i el clítoris. Hi ha un marge de 900 vegades entre la dosi que produeix càncer al 10% de les rates i els humans exposats a una dieta d'acrilamida.

### Aliments assecats o marinats
L’acrilamida en olives, prunes seques i peres assecades es desenvolupen per un altre procés. El professor de genètica Joe Cummins va suggerir una comparació entre l’acrilamida i els herbicides, com per exemple el glifosfat, citant estudis que demostren com la calor i la llum poden descompondre la poliacrilamida, agent d’espessiment utilitzat en herbicides comercials, en acrilamida.

### Fumar tabac
Qui fuma tabac aporta al seu cos una quantitat important d’acrilamida.

### Begudes
Se suposa que la proporció d’acrilamida en la dieta adulta provinent del consum de cafè oscil·la entre el 20 i el 40%. A més, el suc de prunes té una alta concentració d’acrilamida, encara que els adults en consumeixen en quantitats menors.

### Mètodes de cuina que afecten a la producció d’acrilamida
L’acrilamida no es forma bullint els aliments, i escassos aliments crus contenen quantitats perceptibles.
L'enfosquiment durant la cocció i el fregit amb grans quantitats d’oli produirà acrilamida. Productes d’alimentació que es recuinen poden produir grans quantitats d’acrilamida. L’acrilamida també pot ser formada durant la microagitació. L'FDA ha analitzat una varietat d’aliments consumits als Estats Units i ha realitzat un llistat ordenat segons el seu contingut en acrilamida.

## Reducció de formació d'acrilamida
La Confederació d’Indústries de l'Alimentació i la Beguda a la Unió Europea (CIAA) ha publicat un gran nombre d’articles per ajudar a la gent a reduir la quantitat d’acrilamida que es forma en els seus aliments. Ells ofereixen "una caixa d'eines" general d’acrilamida així com publicacions específiques a reduir l’acrilamida en galetes, productes de pa, cereals, patates i patates fregides.

### Emmagatzematge
En el cas de patates, per exemple, la temperatura d’emmagatzematge no hauria de caure per sota dels 8 °C. Quan la temperatura és tan baixa com 4 °C el contingut de fructosa puja bruscament, de manera que la formació d’acrilamida durant la cocció o al fregir en grans quantitats d’oli és més alta.

### Primera matèria
Les noves varietats de patates que produeixen menys o gens d'acrilamida estan essent cultivades. La utilització de les varietats que són baixes en sucre com les patates dolces i pelar les patates crues abans de fregir-les o rostir-les elimina alguns sucres i es redueix així l’acrilamida en del producte final. També s'ha experimentat amb l'extracte d'orenga que ha causat una reducció de fins al 49% d’acrilamida a les patates.

### Mètodes de producció
En molts casos és aconsellable reduir la temperatura màxima de cocció. A més a més, nous mètodes de producció com fregir al buit poden reduir la formació d’acrilamida. Quan a la indústria alimentària es fregeix amb molt d'oli, i es fa servir silicona com a inhibidor, es dobla el contingut d’acrilamida.

### Additius
L'asparaginasa, un enzim natural, pot ser afegit al pa o a les patates per reduir la formació d’acrilamida quan es cuinen. Tanmateix, l'addició de substàncies riques en aminoàcids o proteïnes, també dona lloc a una reducció del contingut d'acrilamida en productes alimentaris.

### Cations
Gökmen i Şenyuva (2007) van mostrar que banyant patates fregides en clorur de calci, es podia reduir la formació d’acrilamida en un 95%. A més van demostrar que el tractament no afectava la qualitat del producte final. Així mateix, els ions de sodi van ser capaços de reduir la formació d’acrilamida un 50% en un model d’asparagina i fructosa.

### Efecte del pH, activitat de l'aigua i la fermentació
La reacció de Maillard té una gran influència en el pH. Un tractament àcid redueix dràsticament el contingut d'acrilamida durant el fornejat del producte final. L'activitat de l'aigua juga el rol més important en la reducció de la formació d'acrilamida ja que aquesta només pot formar-se per valors d'activitat de l'aigua inferiors a 0,8.